# 경남버스 축구단
경남버스 축구단(慶南버스 축구단)은 과거 대한민국의 실업 축구단이었다.
1976년부터 아마추어 축구팀으로 활동했으며1979년 3월부터 실업축구팀으로 활약하게 되었다. 부산을 연고로 했으며, 당시 해군팀에서 활동했던 유인갑이 감독직을 맡았으며 청소년 대표팀 코치였던 장원목 등이 코치진을 맡으면서 팀을 운영했고 당시 팀에는 국가대표 선수인 박병철 선수 외에도 김홍주, 정호선 선수 등우수한 선수들을 보유하고 있었다.실업팀으로 재창단한지 얼마 안 되어 대통령배 본선을 진출하며 주목을 받았지만,1979년 8월에 경제불황으로 인한 재정난으로 인해 실업축구 리그에 참가한지 6개월만에 팀은 해체되게 된다.